# ジョヴァンニ・モッシ
ジョヴァンニ・モッシ（Giovanni Mossi, 1680年頃 - 1742年）は、イタリアの作曲家、ヴァイオリニスト。

## 生涯
ローマ出身。父のバルトロメオはヴィオリスト、兄弟のジュゼッペはヴァイオリニスト、同じく兄弟のガエターノは聖歌隊員という音楽一家だった。ジョヴァンニは1694年からヴァイオリニストとして活動を始め、1709年から1711年までブラッチャーノのオデスカルキ公の宮廷で働くなど、枢機卿や貴族の楽団でソリストとして演奏した。1716年から1733年までは演奏活動に加え、器楽曲の作曲を始め、アムステルダムで作品が出版された。1733年以後は公に姿を現すことが少なくなった。
モッシはアルカンジェロ・コレッリの弟子といわれているが確証はない。しかし作品にはコレッリとジュゼッペ・ヴァレンティーニとの類似性がみられる。

## 作品
- ヴァイオリンとヴィオローネまたはチェンバロのための12のソナタ Op.1（1716）
- 3声から5声の8つの協奏曲 Op.2（1720）
- 6声の6つの協奏曲 Op.3（1720）
- 12の合奏協奏曲 Op.4（1727）
- ヴァイオリンとチェロのための12のソナタとシンフォニア Op.5（1727）
- ヴァイオリン、チェロとチェンバロとのための12の室内協奏曲 Op.6（1733）

## 文献
- Giovanni Sgaria: „Giovanni Mossi, Musicista romano del primo Settecento“, Intorno a Locatelli: studi in occasione del tricentenario dell nascita di Pietro Locatelli (1695–1764), Herausgeber Albert Dunning (Lucca, 1995) S. 113–67